# ふくひびき
ふくひびきは、1993年（平成5年）に東北農業試験場によって育成されたイネ（稲）の品種。旧系統名は「奥羽331号」。「奥羽316号」を花粉親、「コチヒビキ」を種子親とする交配によって育成された。福島県の「フク」と、「コチヒビキ」の「ヒビキ」を組み合わせ、「農村に福を響かせたい」という願いも込めて命名された。
短稈の穂重型で、耐倒伏性が強い。東北中南部での熟期は中生の中。極多収で、1994年（平成6年）に福島県において、10アールで1,000kgの収穫が記録されたことがある。
千粒重は23.2gでやや大粒。食味は「日本晴」に近く、酒造用掛米や米菓加工用米としての適性に優れるほか、飼料用米としても利用される。